# مینیبایوو
مینیبایوو (به لاتین: Minnibayevo) یک منطقهٔ مسکونی در روسیه است که در باشقیرستان واقع شده‌است.